# Мата, Яйме
Яйме Ли Мата (нидерл. Jayme Mata) — арубский дзюдоист. Участник летних Олимпийских игр 2012 года и летних Олимпийских игр 2016 года.

## Спортивная карьера
В 2012 году принял участие в Олимпийских играх в Лондоне, где выбыл в первом же туре проиграв испанцу Сугою Уриарте со счетом 0000:0100. В 2016 году получил континентальную квоту на участие в Олимпийских играх в Рио, где добился более лучшего результата, чем на предыдущих Олимпийских играх. В первом раунде победив дзюдоиста Джо Махита из Вануату в следующем раунде сдался Ришоду Сабирову на первой минуте встречи.

## Личная жизнь
В настоящее время живет в Неймеген, Нидерландах, где работает бухгалтером и кассиром в клубе судей. В свободное время занимается дзюдо, тренируясь с Йеруном Муреном в качестве спарринг партнера.

## Таблица результатов
| Спортивные результаты        | Спортивные результаты   | Спортивные результаты | Спортивные результаты                    |
| Год                          | Место                   | Медаль                | Состязание                               |
| ---------------------------- | ----------------------- | --------------------- | ---------------------------------------- |
| Летние Олимпийские игры 2012 | Лондон Великобритания   | 1/16 финала           | Соревнование в категории до 66 килограмм |
| Летние Олимпийские игры 2016 | Рио-де-Жанейро Бразилия | 1/8 финала            | Соревнование в категории до 66 килограмм |